# (9034) Oleyuria
(9034) Oleyuria (1990 QZ17) – planetoida z pasa głównego asteroid okrążająca Słońce w ciągu 4,3 lat w średniej odległości 2,64 au. Odkryta 26 sierpnia 1990 roku.